# Black Knight (Nathan Garrett)
Nathan Garrett is een personage dat door Stan Lee bedacht werd voor Marvel Comics. Hij is de tweede Black Knight, en een afstammeling van Sir Percy. Hij is tevens de oom van de 3de Black Knight: Dane Whitman. In tegenstelling tot zijn voorvader en zijn neefje is hij geen held maar een misdadiger.

## Personageschets
Nathan erfde het Kasteel: Garrett Castle, waar zijn voorvader Sir Percy begraven lag. De geest van Sir Percy verscheen voor hem en droeg hem op om de volgende kampioen  en beschermer der zwakken te zijn. Nathan slaagde er echter niet in om het magische zwaard: The Ebony Blade te trekken, daar hij geen zuiver geweten had. Ondanks dit feit begon hij een eigen carrière als misdadiger. Als een soort moderne roofridder besloot hij de kant van het kwade te kiezen. Hierbij nam hij alsnog de titel van Black Knight aan. 
Bij zijn eerste escapades had een treffen met de Avenger Giant-Man, die hem zonder veel moeite kon overmeesteren. Hij kon echter ontsnappen en sloot zich aan bij de misdadige organisatie van Baron Zemo. Deze laatste had het idee voor ogen om De Avengers te verslaan. Dit plan mislukte echter en Nathan moest opnieuw vluchten. In een laatste wanhoopsdaad ging hij de confrontatie aan met de superheld Iron Man. Hierbij raakte hij echter dodelijk gewond toen hij van zijn gevleugeld paard viel. Op zijn sterfbed kwam hij tot inkeer en gebood zijn enige levende familielid: Dane Whitman om zijn uitvindingen en harnas in dienst te stellen het goede en niet dezelfde fout als hemzelf te maken.

## Notie
- Nathan Garrett op Marvel.com (Engels)
- Nathan Garrett op Marvel.wikia.com (Engels)
- Nathan Garrett op Comicvine.com (Engels)